# 長庚大橋
長庚大橋，位於台灣台中市境內的大甲溪中游，是聯絡東勢區石城地區石岡區街區之間的橋樑。鄉道中44-1線（石城街）由此經過。
早期東勢石城地區與卓蘭的民眾往來石岡，必須在石圍牆涉越大甲溪，每逢雨季溪水上漲，交通往往中斷。1930年（日昭和五年），石圍牆黃元興發起興建吊橋，隔年完工，命名為「長庚橋」，為當時台中州第二大的吊橋。甚後經多次翻修，於1986年（民國75年）改建為水泥橋。1999年（民國88年）921地震時，橋面斷成兩截。2003年（民國92年）重建完工。